# Napoleonskrigene
Napoleonskrigene (1803-1815) var en række store globale konflikter, der satte det franske imperium og dets allierede, ledet af Napoleon I, op imod en fluktuerende række europæiske stater dannet i forskellige koalitioner. Det frembragte en periode med fransk dominans over det meste af det kontinentale Europa. Krigene stammede fra de uløste stridigheder i forbindelse med Den Franske Revolution og de franske revolutionskrige bestående af krigen for den første koalition (1792-1797) og krigen for den anden koalition (1798-1802). Napoleonskrigene beskrives ofte som fem konflikter, hver betegnet efter koalitionen, der bekæmpede Napoleon: den tredje koalition (1803-1806), den fjerde (1806-1807), den femte (1809), den sjette (1813-14), og den syvende (1815) plus halvøkrigen (1807-1814) og den franske invasion af Rusland (1812).
Efter krigene satte de sejrende magter sig ved forhandlingsbordet ved Wienerkongressen for at skabe en ny magtbalance, der skulle forhindre at én stat igen blev stærk nok til at drive resten af Europa ud i krig, som Frankrig under Napoleon havde kunnet. Kongressen blev afbrudt af Napoleons hjemvenden fra eksilet på Elba ("Napoleons 100 dage"). Formelt sluttede krigene med Freden i Fontainbleau den 11. april 1814. Det var Wienerkongressens forhandlinger, der kom til at præge den internationale politik frem til 1. verdenskrig, også selv om grænserne holdt betydeligt kortere.

## Krigen indledes

### Napoleons opdeling af Italien
Tilsyneladende var det lykkedes Napoleon Bonaparte at komme til forståelse med England ved Freden i Amiens 25. maj 1802. England forpligtede sig til at tilbagegive sine erobringer, undtagen Trinidad og Ceylon, samt rømme Malta, og Frankrig lovede at trække de tropper tilbage, der var sendt mod Napoli. Napoleon opnåede samme år ved folkeafstemning, at han var Førstekonsul på livstid med ret til at udnævne sin efterfølger. Nu gjaldt det for ham om at benytte freden til gavn for indenrigspolitikken; men i stedet benyttede Napoleon sin magt til at skalte og valte i Italien. Han gav den liguriske Republik (Genua) en doge, forenede Parma og Elba med Lombardiet, omskabte Toscana til et kongerige Etrurien under en prins af Parma og lod sig proklamere til præsident for den cisalpinske- og mediator for den helvetiske republik.
Derved fremkaldte han et brud med England, som ikke ville rømme Malta. Napoleon forlangte Malta rømmet under trussel om krig. England svarede med at opbringe franske handelsskibe. Til gengæld lod Napoleon alle engelske handelsvarer i Frankrig beslaglægge og besatte Hannover, der tilhørte det engelske kongehus.

### Opstanden mod Napoleon slås ned
Det førte til, at England i maj 1803 erklærede krig og var behjælpelig med, at Georges Cadoudal og en del emigranter landede i Normandiet støttet af Charles Pichegru og Jean Victor Marie Moreau for at rejse en opstand. Napoleon, der var underrettet herom, lod dem alle arrestere, og da han antog, at Hertugen af Enghien var indviklet i denne sammensværgelse, krænkede han folkeretten ved at lade general Ordener overskride grænsen til Baden natten til 15. marts 1804 og arrestere hertugen, der boede i Ettenheim. Hertugen blev ført til Vincennes, stillet for en krigsret og, skønt uskyldig i sammensværgelsen, dømt og skudt i fæstningsgraven natten til 21. marts. Charles Pichegru fandtes kvalt i fængslet, Moreau slap med at gå i landflygtighed, og Georges Cadoudal og 11 af hans følgesvende blev dømte til døden og henrettet. Skønt Napoleon aldrig har villet erkende det, begik han et justitsmord over for hertugen af Enghien. Han forsvarede sig med, at hans liv var truet af bourbonske snigmordere, og det benyttede han som påskud til at føre ham til målet for hans ærgerrighed.

### Napoleon udnævnes til kejser
Formelt var det senatet, der på alle statsborgernes vegne henvendte sig til Napoleon med bøn om, "at han vilde sikre Statsskibet mod at miste sin Styrmand". 25. april bad han senatet at udtale sig tydeligere, og 3. maj svarede det, at det franske folk ønskede Napoleon Bonaparte til arvekejser. En ny forfatning vedtoges 18. maj og godkendtes ved en folkeafstemning 6. november. Napoleon var nu "Kejser af Frankrig af Guds nåde og Folkets Vilje". Der blev straks udnævnt stordignitarer, marskaller og hofembedsmænd.
Kroningen foregik 2. december 1804 i Notre Dame Kirken i Paris. Paven, der var hentet til Paris, rakte Napoleon den gyldne laurbærkrans, som han selv satte på sit hoved, og derpå kronede kejseren Josephine, med hvem han dagen forinden var blevet kirkelig viet.
Dagen efter blev hæren taget i ed, og regimenterne fik nye faner, hvis stænger var forsynede med en forgyldt ørn. Efter at Frankrig var blevet et kejserdømme, blev på Napoleons foranledning også de italienske republikker omformet til et kongerige. 26. maj 1805 kronede han sig selv i Milanos domkirke som konge af Italien, og idet han satte kronen på sit hoved, udtalte han: "Gud har givet mig den, ve den, som vil røre den". Hans stedsøn Eugène de Beauharnais blev vicekonge, og Milano blev hovedstad. Genua og Livorno indlemmedes i kongeriget, men Lucca og Piombino skænkede Napoleon til sin søster Elisa, der var gift med fyrst Felice Pasquale Bacciocchi.

## Alliancen mod Napoleon

### Hærenes opstilling
Napoleon havde imidlertid truffet forberedelser til en overgang til England. I juni 1803 oprettedes seks armékorps, der lå i lejr ved kysten af Holland og Kanalen. Styrken blev 1804 bragt op til 150.000 mand, og efterhånden tilvejebragtes de fornødne overfartsmidler: 2.300 skibe. For at afværge faren sluttede England 8. juli 1805 et offensivt og defensivt forbund med Rusland, og det blev 9. august tiltrådt af Østrig. Østrig lovede at stille tre hære på henved 200.000 mand. Rusland skulle 20. oktober have en hær på 55.000 mand ved Brunnau (Innsbruck), og en anden på 40.000 mand skulle fra Brest Litovsk marchere til Böhmen.
Under disse forhold besluttede Napoleon 25. august at søge afgørelsen i Tyskland med 200.000 franske, bayerske og wurttembergske soldater. 50.000 mand under André Masséna skulle kæmpe i Italien. 29. august fik Napoleons operationshær navn af "den store armé" ("Grande Armée"), og det hed alle de hære, kejseren personligt kommanderede.

## 1804-1805

### Slaget ved Austerlitz
Med eksempelløs hurtighed koncentrerede Napoleon sin hær i Tyskland, omgik general Karl Mack von Leiberichs højre fløj og tvang ham til at trække sig ind i Ulm, hvor han 20. oktober måtte strække våben med 27.000 mand. Resterne af Macks hær, 22.000 mand, forenede sig med general Mikhail Illarionovitj Kutuzov, der ved Brunnau havde samlet en russisk hær på 30.000 mand. Kutusov tog overkommandoen, gik langs Donau, passerede floden vest for Wien, og nåede over Brunn den 22. november til Ollmfutz, hvor hæren gennem forstærkninger blev bragt op til 90.000 mand.
Kejser Frants og zar Aleksandr 1. af Rusland indtraf ved hæren. Napoleon fulgte efter over floden Wien og nåede 20. november Brunn, hvor han afventede forstærkninger. Ærkehertugerne Karl og Johan, der havde kæmpet henholdsvis i Italien og Tyrol, var på grund af Macks uheld nødt til at trække sig tilbage til Ungarn, men stod for langt borte til at kunne bringe Kutusov øjeblikkelig hjælp. Men der var opstået en ny fare for Napoleon: Rusland og Preussen havde 3. november sluttet et forbund, og den preussiske hær stod rede til at gribe ind. Sejren var en absolut nødvendighed for Napoleon. Kutusov rykkede frem, og 2. december vandt Napoleon tre-kejserslaget ved Austerlitz, om hvilket han på Sankt Helena udtalte: "Jeg har leveret 30 slag som det, men jeg har aldrig set noget, hvor sejren var så afgørende, og tilfældet havde så lidt spillerum".

### Freden i Pressburg
Forhandlingerne med Østrig førte til, at der 26. december sluttedes fred i Pressburg. Østrig måtte afstå 1) til kongeriget Italien Venedig, Friuli og dele af Istrien og Dalmatien, 2) til Bayern Tyrol og 3) til Wurttemberg nogle distrikter, i alt 1140 km2 med 2.800.000 indbyggere. Desuden måtte Østrig godkende Schweiz’ forfatning, finde sig i at kurfyrsterne af Bayern og Wurttemberg tog kongetitel samt betale en betydelig sum i krigsomkostninger.
Masséna fik efter Austerlitz befaling til at rykke ind i Napoli. Han besatte fastlandet, hvorefter Napoleon afsatte kongehuset og gjorde sin broder Josef til konge. Forhandlinger med Preussen og Bayern førte til, at Preussen fik Hannover imod at afstå Ansbach og Neuchatel. Bayern fik Ansbach mod at afstå Berg, der blev gjort til et storhertugdømme under Joachim Murat, og Louis Alexandre Berthier fik Neuchatel, der blev et fyrstendømme. Den Bataviske Republik fik navn af kongeriget Holland, og Napoleons broder Louis Bonaparte blev gjort til dets regent.
12. juni dannedes Rhinforbundet af Bayern, Württemberg, Baden og tyske småstater, der over for Frankrig forpligtede sig til i krigstilfælde at stille et kontingent til fælles forsvar. Kejser Frants nedlagde titlen Kejser af Tyskland.

## 1806-1808

### Den fjerde koalition
Med England, hvis flåde 21. oktober 1805 havde sejret ved Slaget ved Trafalgar, hvor Horatio Nelson faldt, var der atter indledet forhandlinger, men uden resultat. Med Rusland var der undertegnet fredspræliminærer i Paris. Men Kejser Alexander nægtede at godkende dem og dannede den fjerde koalition, der kom til at bestå af Rusland, Preussen, England og Sverige. Da det var sket, forlangte Preussen, at Napoleon skulle rømme Tyskland, og at Rhinen skulde være grænse mellem Frankrig og Tyskland. Svaret var en ny krig.

### Slaget ved Jena
I begyndelsen af oktober 1806 havde Napoleon koncentreret den store armé mellem Bayreuth-Bamberg, og "i en bataljonsfirkant på 200.000 mand" rykkede han frem for at omgå preussernes venstre fløj. Den 14. oktober sejrede Napoleon slaget ved Jena over fyrst Frederik Ludvig af Hohenlohe, og samme dag slog Louis-Nicolas Davout preussernes hovedstyrke ved Auerstädt. Forfølgelsen begyndte 15. oktober, og den førte til, at den preussiske hær blev revet op. Hamburg og Bremen besattes af franske tropper, og de engelske handelsvarer, der fandtes sammesteds, blev beslaglagt.
Kurfyrsten af Sachsen, der havde sluttet sig til Preussen, indgik den 11. december en overenskomst med Napoleon, hvorved han trådte ind i Rhinforbundet med titel af konge. Napoleon, der den 27. oktober ankom til Berlin, udskrev en brandskat på 150 millioner daler, proskriberede fjendtlige familier og lod embedsmændene aflægge ed på, at de ville afholde sig fra al forbindelse med Frankrigs fjender.

### Kampe i Preussen og Polen
Russerne var imidlertid rykket frem med to hære: 55.000 mand under Levin August greve af Bennigsen, nåede Pultusk i november. 36.000 mand under Friedrich Wilhelm von Buxhoeveden var noget længere tilbage. Desuden stod der et preussisk korps på 15.000 mand under Anton Wilhelm von L'Estocq ved Thorn.
Bennigsen besatte Warszawa. Napoleon ankom den 27. november til Polen og gik mod ham. Han gik tilbage, forenede sig med Buxhoeveden og optog kampen. Napoleon angreb den 26. december ved Pultusk og Golymin, men uden resultat. Dårlige veje, slet vejrlig og mangelfuld forplejning tvang ham til at gå bag Weichsel og Ukra med hovedkvarter i Warszawa. For at få afgangen erstattet udskrev han 80.000 mand.
Bennigsen samlede begge russiske hære under sin kommando og rykkede frem. Napoleon gik imod ham, og 8. februar 1807 kom det til det uafgjorte, men for Napoleon meget blodige slag ved Eylau. Tab tvang Napoleon til at tage stilling bag Passarge for at afvente forstærkning og dække belejringen af Danzig. For at erstatte tabene foretog kejseren en ny udskrivning på 80.000 mand. Danzig faldt 26. april. Napoleon greb så offensiven og sejrede 14. juni over Bennigsen ved Friedland.

### Freden i Tilsit
Underhandlingerne førte til, at der blev sluttet en våbenstilstand i Tilsit, hvorefter Napoleon 24. og 25. juni havde en sammenkomst i samme by med kejser Alexander. Kongen af Preussen, der med sin familie var flygtet til Königsberg, blev indbudt til at deltage i forhandlingerne. Freden blev den 8. juli undertegnet med Rusland, og den 9. med Preussen.
"Af Hensyn til kejser Alexander" lod Napoleon den preussiske konge beholde en del af sine lande, så at Preussen fra 5570 kvadratmil med henved 10 millioner indbyggere blev reduceret til 2877 kvadratmil med henved 5 millioner. Danzig blev en fransk enklave, kongen af Sachsen fik storhertugdømmet Warszava. Af Hannover, Braunschweig, Hessen-Kassel, Fulda og Paderborn dannedes Kongeriget Westfalen, der med Kassel som hovedstad blev givet til Napoleons broder Jérôme Bonaparte. Napoleon indvilgede i, at Rusland fratog Sverige Finland, og det var en indrømmelse mod kejser Alexander, at Polen ikke blev genoprettet.

### Nyt forbund mod England
Der var atter indtrådt en situation, som Napoleon burde have benyttet til at søge forståelse med England, hvad der næppe havde været forbundet med vanskeligheder. Men allerede 21. november 1806 havde Napoleon fra Berlin proklameret fastlandsspærring over for England, og ved Freden i Tilsit bestemtes, at det fremtidige Preussen skulle lukke sine havne for England. For at opnå det samme med svensk Pommern var Stralsund og Rügen besat af franske tropper. Gennem tryk søgte Napoleon at opnå, at også Danmark-Norge gik med til fastlandsspærringen; men han fik til svar, at regeringen ønskede strengt at bevare sin neutralitet, og den gav England de bestemteste forsikringer i samme retning. Desuagtet overfaldt England Danmark og tvang det til at udlevere sin flåde. 14. oktober 1807 erklærede Napoleon, at han ville modsætte sig enhver handels- og politisk forening med England. Rusland sluttede sig hertil ved 16. samme måned at bryde forbundet med England og erklærede det krig 7. november. Danmark-Norge, der efter overfaldet stod som Englands fjende, sluttede den 31. oktober forbund med Frankrig.

### Krigen i Portugal og Spanien
Nu var der kun én stat, der førte handel med England, og det var Portugal. August 1807 havde Napoleon foreslået denne magt at slutte sig til Frankrig og erklære England krig. Da han fik et afslående svar, dekreterede han 13. oktober, at huset Braganza var afsat, og sluttede 27. samme måned i Fontainebleau en overenskomst med Spanien om Portugals deling. Jean-Andoche Junot rykkede så ind i Portugal med 27.000 mand, og 30. november nåede han efter betydelige tab Lissabon. Da det ikke var Napoleons hensigt at opfylde Fontainebleau-overenskomsten, besluttede han nu at undertvinge Spanien.
Under påskud af at ville understøtte dette land mod landgangsforsøg fra engelsk side sendte Napoleon Murat til Spanien med en hær på 100.000 mand. Murat nåede Madrid 23. marts 1808. Her var det 19. marts kommet til en opstand, ved hvilken fredsfyrsten Manuel de Godoy blev styrtet, og kongen, Karl 4. af Spanien, måtte abdicere til fordel for sønnen, Ferdinand 7. af Spanien. Da Napoleon fik underretning herom, begav han sig til Bayonne, hvor han 20. april havde en sammenkomst med kong Karl. Denne overtog atter regeringen, men afstod sine rettigheder til Napoleon mod at få anvist Compiègne som opholdssted og udbetalt en ubetydelig sum penge. Efter at Ferdinand 7. derpå var blevet tvunget til at opgive sine rettigheder, gjorde Napoleon 6. juni 1808 sin bror, Joseph Bonaparte, til konge af Spanien og Murat til konge af Napoli.
For at svække Spaniens modstandskraft sendte Napoleon 16.000 mand af de bedste spanske tropper under Pedro Caro y Sureda 3. markis de La Romana til Danmark for at indlemmes i den hær, der under Bernadotte skulle gå mod Sverige. Spanierne ville ikke finde sig i den ny ordning, befolkningen rejste sig og greb til våben. I begyndelsen vandt de franske tropper fremgang; men det lykkedes spanierne at tvinge general Pierre Dupont de l'Étang til ved Bailen at kapitulere med 13.000 mand, og derpå greb de overalt offensiven. Kong Joseph måtte forlade Madrid og den franske hær trække sig bag Ebro.

### Fyrstemøde i Erfurt
I Portugal gik det ikke bedre for de franske våben. Marquis Richard Wellesley landede med en engelsk hær og tvang den 30. august Junot til at slutte en overenskomst i Cintra, hvorefter hans hær førtes tilbage til Frankrig på engelske skibe. Napoleon indså nødvendigheden af, at han selv gik til Spanien for at bringe orden i forholdene, men forinden måtte han til Erfurt, hvor der skulle holdes fyrstestævne. Han ankom hertil 27. september og traf kejser Alexander, fire konger, to storhertuger og syv hertuger med familier og et strålende følge, og der blev holdt fester i over 14 dage. Politikken blev dog ikke lagt til side, thi kejser Alexander fik Napoleons samtykke til at besætte Donau-fyrstendømmerne mod til gengæld at love Napoleon at angribe Østrig, hvis denne magt påførte Frankrig krig, mens Napoleon var i Spanien. 12. oktober skrev begge kejsere i forening et brev til kongen af England for at få sluttet fred, men de fik et afvisende svar.

### Napoleon i Spanien
Fra Erfurt begav Napoleon sig til den franske hærs hovedkvarter i Vittoria, hvor han ankom 5. november. Den franske hær var bragt op til 190.000 mand. Spanierne rådede over henved 100.000. Napoleon rykkede frem og nåede 2. december Madrid, men her rejstes der en hårdnakket modstand, der først overvandtes den 4. om morgenen. Napoleon blev i Madrid med hovedstyrken, mens den øvrige del af hæren fortsatte fremrykningen. Spanierne måtte vige; men under tilbagegangen fik de understøttelse af La Romana, hvem det var lykkedes at slippe bort fra Danmark med 9.000 mand, og en engelsk hær under general John Moore, der var landsat i Portugal, rykkede ind i Spanien. På efterretning herom forlod Napoleon Madrid med 40.000 mand og gik mod Moore. Men da denne trak sig så hurtigt tilbage til Corufia, at Napoleon ikke kunne nå ham, overlod kejseren forfølgelsen til Jean-de-Dieu Soult og vendte tilbage til Madrid.

## 1809

### Det østrigske felttog
Napoleon tillagde ikke den spanske modstand videre betydning, skønt de opnåede sejre nærmest må kaldes pyrrhussejre; han begav sig til Paris, hvor han ankom 23. januar 1809 for at forberede felttoget mod Østrig. Preussen var gjort uskadelig ved 9. juli det foregående år at indgå en overenskomst, hvorefter dets hær blev reduceret til 40.000 mand, — disse fornyedes hvert år, hvorved der skabtes en stor reserve — og i efteråret var der i Frankrig blevet udskrevet 160.000 mand.
I begyndelsen af april 1809 havde Østrig samlet to hære, en på 49.000 mand i Böhmen og en på 126.000 mand, der stod ved Inn under ærkehertug Karl. Marskal Louis Alexandre Berthier førte midlertidig kommandoen over de 143.000 mand, der var under koncentration i Tyskland. 9. april afgav Østrig krigserklæringen og begyndte operationerne. I Italien blev Eugen slået og holdt kun med vanskelighed stand mod Østrigerne, og i Tyskland fik Berthier lejlighed til at vise, at han ikke havde opfattet det mindste af principperne for Napoleons krigsføring, da han opererede på en sådan måde, at den store armé, hvis styrke var bragt op til 176.000 mand, 16. april stod splittet i to store grupper, en ved Regensburg og en ved Augsburg, med en afstand af 120 km, og samtidig var ærkehertug Karl nået frem til Isar og stod rede til at gennembryde det franske centrum. Men 17. april indtraf Napoleon i Donauworth.
Han greb straks offensiven, oprettede de af Berthier begåede fejl, og gennem kampene ved Abensberg, Landshut og Eckmuhl i dagene 19. til 22. april tvang han ærkehertug Karl til at gå tilbage til Regensburg, passere Donau og trække sig tilbage langs dens venstre (nordlige) bred mod Wien. Napoleon fulgte efter på højre Donaubred og nåede Wien 13. maj og traf forberedelser til at gå over Donau ved Lobau-øen. 21. begyndte overgangen, og det kom til kamp samme dag med ærkehertug Karl ved Aspern og Esslingen. Kampen fortsattes den følgende dag, men Napoleons broer gik itu, så at reserven ikke kunne komme over, og derfor måtte han efter store tab trække sig tilbage til Lobau. Efter at have trukket forstærkninger til sig og forberedt overgangen så omhyggelig som muligt gik Napoleon 5. juli atter over ved Lobau med 200.000 mand og angreb samme eftermiddag ærkehertug Karl, der kun rådede over 128.000. Angrebet blev afslået, men fortsattes den næste morgen i det blodige slag ved Wagram. Napoleon sejrede, og østrigerne sluttede 12. juli våbenstilstand i Znaym, der førte til Freden i Wien 14. oktober 1809.
Ved den måtte Østrig afstå de illyriske provinser til Frankrig, nogle grænsedistrikter til kongeriget Sachsen, betale 85 millioner i krigsomkostninger og endvidere overlade en del af Galizien til Rusland, der havde erklæret Østrig krig. Desuden måtte kejser Frants give sit samtykke til de forandringer, Napoleon havde gjort eller senere måtte gøre i Spanien, Portugal og Italien.

### Pavestaten
Disse forandringer angik især Pavestaten. Franske tropper havde 1808 besat Pavestatens eksklaver Benevento og Pontecorvo. Paven truede med at ville lyse Napoleon i band. Napoleon svarede med at lade general François Miollis rykke ind i Pavestaten og besætte Rom. Derpå dekreterede Napoleon 2. december 1808, at en del af Pavestaten skulle indlemmes i kongeriget Italien, der desuden fik Parma og kongeriget Etrurien.
17. maj 1809 påbød Napoleon fra Schönbrunn, at Pavestaten skulle indlemmes i Frankrig. Paven kunne dog blive i Rom og nyde en årlig indtægt af 2 millioner. Dette dekret blev forkyndt i Rom 10. juni. Dagen efter lyste paven Napoleon i band. General Miollis fik straks befaling til at føre paven ud af Rom, og man bragte ham først til Grenoble senere til Savona.
England havde imidlertid fortsat krigen til søs og efterhånden bemægtiget sig alle de franske besiddelser uden for Europa, og det havde fundet støtte mod Napoleons fastlandsspærring hos Holland. Efter Wagram havde nemlig Napoleons bror kong Louis åbnet sine havne for englænderne. Napoleon blev meget forbitret herover og sendte en hær ind i Holland. Kongen abdicerede til fordel for sin søn og flygtede, men kongeriget blev, trods hans protest, indlemmet i Frankrig. I Spanien fortsattes fremdeles guerillakrigen, og et forsøg, der af en hær under Massena blev gjort på at erobre Portugal, strandede på marskallernes jalousi og Wellingtons seje modstand ved Torres Vedras.

### Konsolidering af kejserdømmet
Napoleon ville gøre Paris til Verdens Hovedstad og søgte derfor at udvikle og udsmykke den i overensstemmelse hermed; de berømteste kunstværker, han fandt i de erobrede byer, sendte han til Paris, thi der skulle alt det største og bedste samles. Som kunst og videnskab i ham havde en beskytter. Således sørgede han også for udviklingen af kommunikationerne. Fire store veje blev anlagt gennem alperne for at lette forbindelsen mellem Frankrig og Italien, og de store floder i Frankrig blev forbundne gennem kanaler. Napoleon havde således gjort alt for at befæste kejserdømmet, men han ønskede også at sikre sit dynasti. Da han ikke havde livsarvinger med Josephine, havde han allerede forinden kroningen 1804 og senere 1808 søgt at opnå hendes samtykke til en skilsmisse, men hun stod imod, indtil hun 1809 blev nødt til at give efter, så at den endelige skilsmisse fuldbyrdedes 18. september. Napoleon formælede sig så 1810 med kejser Frants' datter, Maria Louisa af Parma. Af dette ægteskab fødtes 20. marts 1811 en søn, Kongen af Rom, og det tog man som varsel om den fred, hvorefter alle længtes.
Frankrig var atter blevet forøget. Ved en senatsbeslutning af 13. december 1810 var nemlig Holland, Hansestæderne, Lauenburg, Oldenburg, en del af Berg og Hannover blevet indlemmede i Kejserdømmet. Medregnes hertil Katalonien, som dog først kom til 1812, talte Frankrig 130 departementer med 42 millioner mennesker. Desuden stod Kongeriget Italien og Illyrien direkte under Napoleon, og Napoli, Lucca, den spanske halvø, Westfalen, Rhinforbundet, Schweiz og Storhertugdømmet Warszava var vasalstater. Da Preussen, Rusland, Danmark—Norge, Østrig og Sverige havde måttet tiltræde fastlandsspærringen, får man det fulde begreb om Napoleons magt 1811. Men det var ham ikke nok, han ville verdensherredømmet, og for at nå det, ville han prøve lykken med Rusland.

### Forberedelser til krig mod Rusland
Oldenburgs indlemmelse havde affødt en protest fra kejser Alexander, der desuden var misfornøjet over, at Napoleon ikke selv overholdt den fastlandsspærring, han så strengt fordrede overholdt af alle andre. Differenserne var dog ikke af anden natur, end at Napoleon let kunne være kommen til forståelse med kejser Alexander, men han ville krig.
24. februar 1812 sluttede han en traktat med Preussen, hvorefter det skulde stille 20.000 mand, og 14. marts forpligtede Østrig sig til at stille 30.000 mand. Derimod mislykkedes hans underhandlinger med den svenske kronprins Karl Johan (Bernadotte) om at få Sverige til at gå mod Rusland. Alt talte imod krigen. En misvækst, der ramte Frankrig 1811, havde fremkaldt meget nød. Befolkningen var tynget af høje skatter, men det værste var dog de store udskrivninger af mandskab, hvorigennem Napoleon navnlig fra 1809 søgte at erstatte sin hærs kvalitet ved kvantitet og indførte en massetaktik, der krævede blodige ofre.
Dertil kom det uheldige i at begynde en krig med Rusland, inden krigen i Spanien var ført til ende, samt vanskelighederne ved en krig med Rusland. Kommunikationslinjen gik nemlig gennem Preussen, der kun tænkte på at bryde de lænker, hvori Napoleon havde smedet det, og russerne kunne ved at trække den franske hær langt ind i Rusland udsætte den for ødelæggelse. Men jo mere man fraråde Napoleon krigen, jo mere æggede man hans lyst til at overvinde vanskelighederne.

## 1812

### Felttoget indledes
Rusland tilstillede Frankrig et ultimatum: det havde en hær på 127.000 mand under Michael Andreas Barclay de Tolly bag Njemen, en hær på 45.000 mand under Pyotr Bagration i det sydlige Litauen, og en reservehær på 46.000 mand under Alexander Tormasov var under dannelse. Desuden kunne Moldau-armeen, der stod i Donau-fyrstendømmerne, trækkes til.
Napoleon havde samlet en hær på 450.000 mand med 1200 kanoner; med den rykkede han i juni over den russiske grænse. Hans smukke felttogsplan ødelagdes straks ved den uheldige måde, på hvilken Jerome opererede mod Bagration, og derpå skete det, man inden felttoget havde forudsagt kejseren: russerne trak sig tilbage uden at ville indlade sig på noget hovedslag for at få Napoleon til at følge efter, svække sig ved detacheringer og på grund af mangelfuld forplejning selv besørge sin egen hærs ødelæggelse.

### Slaget ved Borodino
Derfor forefaldt det første større sammenstød først i slaget ved Smolensk, den 16. og 17. august, efter hvilket russerne atter trak sig tilbage. Men den russiske befolkning forstod ikke fordelene ved denne krigsførelse, og opinionen fremtvang, at Barclay blev afløst af Mikhail Kutuzov, og at denne, bøjende sig for opinionen, tog stilling ved Borodino. Her kom det 5. september til det blodigste slag i det 19. århundrede, og Kutuzov måtte efter at have tabt halvdelen af sin styrke trække sig tilbage for at blive forstærket.

### Tilbagetoget
Napoleon nåede Moskva 14. september med 90.000 mand, uagtet de korps, der ankom til Moskva, ved passagen af den russiske grænse havde talt 280.000 mand. Byens brand og kejser Alexanders faste beslutning om ikke at ville indlade sig i underhandlinger med Napoleon burde have bragt kejseren til hurtigst muligt at tiltræde tilbagetoget. Men han ventede, til Kutuzov, der havde fået bragt sin hær op til 114.000 mand, rykkede frem; så begyndte han, 18. oktober, den frygtelige tilbagegang. For at få frihed vendte han sig først mod Kutuzov, som han slog 24. oktober ved Malo Jaroslavetz.
Nu gjaldt det om at nå magasinerne i Smolensk. Befolkningen havde grebet til våben, så at man overalt traf på fjender. Vinteren begyndte at gøre sin indflydelse gældende, og Kutuzovs kosakrytterier angreb uafbrudt. Den 9. november nåede Napoleon Smolensk. Hæren havde haft et tab på 50.000 mand og største delen af hestene. Napoleon fortsatte tilbagetoget for at komme over Bjarezina. De forskellige russiske hære var imidlertid dirigeret frem på hans kommunikationslinje og spærrede ham tilbagetoget, mens han samtidig forfulgtes af Kutuzov. Napoleon nåede Bjarezina med 34.000 mand. Efter at have slået to broer måtte han fra 26. november om middagen til 28. november om morgenen tilkæmpe sig overgangen, men for dem, der var kommet over, var der ingen anden frelse end flugten.
3. december nåede Napoleon Molodetschno med 8.800 mand, og herfra udfærdigede han den 29. en bulletin, der beskrev tilbagetoget fra Moskva. Den skulle forberede ulykken, men var stærkt farvet. 5. samme måned ankom kejseren til Smorgoni, hvor han bl.a. fik underretning om Claude François de Malets oprørsforsøg i Paris; han overgav kommandoen over hærens sørgelige rester til Murat og rejste til Paris for at organisere en ny hær. Der var i alt gået 610.058 mand over Njemen; 31. december var der i alt kommet 85.000 mand tilbage, men deraf talte Jacques MacDonalds, Karl Philipp af Schwarzenbergs og Beithers korps, der havde opereret på de yderste fløje og havde lidt mindst, 65.000 mand.

## 1813

### Hærene samles
Det var Napolens hensigt, at resterne af den store armé skulle samles bag Weichsel. Men 16.000 preussere, der stod under Macdonald, forlod de franske faner, og Schwarzenberg, der rådede over 30.000 mand, sluttede, da russerne rykkede frem, en stiltiende overenskomst med disse og trak sig tilbage til Østrig. Murat havde forladt hæren og givet kommandoen til Eugen, der samlede 15.000 mand ved Posen. Da russerne rykkede frem, blev han nødt til at trække sig tilbage til Elben, uagtet han blev forstærket, fordi Preussen havde 28. februar sluttet forbund med Rusland og forstærkede den russiske hær. Efter ankomsten til Paris benyttede Napoleon tiden til at stampe en hær op af jorden. Fra september 1812 til april 1813 blev der udskrevet 524.000 mand, hvoraf henved 400.000 var i alderen 19 og 20 år. Det var Frankrigs ungdom, der skulle ofres for fædrelandets skyld.
Napoleon havde nu Rusland, Preussen og England imod sig, Danmark stod vaklende, Sverige måtte påregnes som modstander, og Østrig søgte kun et påskud for at bryde med ham; med Paven forsonede han sig dog januar 1813.

### Slaget ved Lützen
18. april ankom Napoleon til Mainz. Han havde fået samlet en hær på 200.000, men som, når de syge fradrages, næppe talte mere end 170—180.000 mand. Den var løst sammensat, da mange af soldaterne forstod næppe at bruge et gevær, og befalingsmændenes antal var kun ringe. Desuagtet gik Napoleon med tillid i kampen i troen på, at hans geni ville finde midlerne til at komme over alle farer. Og denne tro ville ikke være blevet skuffet. Men, hvad Napoleon vandt som feltherre, satte han over styr som kejser, thi han ville nu som før diktere freden. De Forbundne stod med henved 90.000 mand i og syd for Leipzig.
Kutuzov var død 28. april, og Peter Wittgenstein førte kommandoen. 2. maj kom det til Slaget ved Lützen; Napoleon sejrede. De forbundne gik tilbage over Elben og tog stilling ved Bautzen. Napoleon fulgte efter, slog dem ved Bautzen 19. maj og 20. maj og forfulgte dem til Breslau. Østrig havde imidlertid arbejdet på at få sluttet en våbenstilstand; den kom i stand 4. juni og skulle vare i 20 dage. Napoleon havde begivet sig til Dresden, hvor han havde en forhandling med Klemens Wenzel, prins af Metternich. Denne forestillede forgæves kejseren nødvendigheden af at gøre indrømmelser; alt, hvad han opnåede, var, at våbenstilstanden blev forlænget til 10. august, samt at Napoleon antog Østrigs mægling ved den kongres om freden, der skulde afholdes i Prag.

### Forgæves fredsforhandlinger
Disse forhandlinger begyndte, men Napoleon førte dem kun på skrømt, for at få tid til at bringe sin hær op til 400.000 mand. Gaulaincourt, der var sendt til Prag, meldte den 8. august, at betingelserne for freden var: Storhertugdømmet Warszavas deling mellem Rusland, Preussen og Østrig, en forøgelse af Preussen, afståelsen af de illyriske provinser til Østrig, opgivelsen af Hamburg, Lübeck og de territorier, der den 13. december 1810 var blevet indlemmet i Frankrig, samt af protektoratet over Rhinforbundet. Man forlangte et bestemt ja eller nej herpå inden 10. august, da Østrig i modsat fald ville erklære Frankrig krig den 11. august, og Gaulaincourt bad indstændig kejseren om at gå ind på forslaget. Men Napoleon afsendte et svar, der kun indeholdt en meget lille indrømmelse, og det afgik først fra Dresden den 10. august, så at kejseren vidste, at det måtte komme for sent. Følgen var, at Østrig erklærede krig 12. august, og Sverige greb nu også ind.
De forbundne rådede over henved 470.000 mand. Hovedarmeens 247.000 mand stod i det nordlige Böhmen under Schwarzenberg, den schlesiske armé, 100.000 mand under Gebhard Leberecht von Blücher, i egnen ved Breslau, og nordarmeen, 124.000 mand under kronprinsen af Sverige, ved Berlin. Ifølge en i Trachenberg 12. juli vedtaget operationsplan skulle alle tre hære gribe offensiven og gå mod Napoleons hær. Denne talte henved 400.000 mand. Deraf stod henved 320.000 mand mellem Liegnitz og Dresden, og Nicolas Oudinot skulle med resten gå mod Berlin. Det svagt befæstede Dresden skulle tjene som omdrejningspunkt.

### Franske nederlag
Blücher begyndte fremrykningen 14. august. Napoleon gik imod ham, men Blücher trak sig tilbage. Schwarzenberg var imidlertid gået mod Dresden. Napoleon vendte sig mod ham og slog ham, den 26. og 27. august ved Dresden, så at han måtte trække sig tilbage til Böhmen. Men nu kom jobsposterne: Oudinot var 23. august blevet slået ved Grossbeeren af Kronprinsen, Macdonald havde den 26. tabt Slaget ved Katzbach mod Blücher, og Dominique Vandamme, der rykkede frem for at nå Schwarzenbergs kommunikationslinje, led den 30. august et Nederlag ved Külm. Marskal Michel Ney afløste Oudinot, men blev 6. september slået ved Dennewitz. Forgæves vendte Napoleon sig snart mod Blücher, snart mod Schwarzenberg for at få dem til at levere et hovedslag; men, da de forbundne kom nærmere og nærmere ind på livet af ham, måtte han 24. september gå over på venstre Elb-bred.

### Slaget ved Leipzig
Kronprinsen og Blücher gik så over Elben ved Roslau og Wartenburg, og Schwarzenberg, der var blevet forstærket, rykkede frem over Chemnitz, alle med Leipzig som; mål. Noget sent vendte Napoleon sig mod de to første hære, men de undveg slaget for at komme i forbindelse med Schwarzenberg, og Napoleon samlede nu hele sin styrke ved Leipzig. Han rådede over 186.000, fjenden over 312.000 mand. Her kom det til tre-kejserslaget 16. — 18. oktober, og det endte med, at Napoleon den 19. måtte trække sig tilbage for at nå Rhinen.
Undervejs måtte han 30. oktober slå sig igennem ved Hanau. Han havde begyndt anden del af felttoget med 400.000 mand; han bragte kun 56.000 mand tilbage, og største delen af dem døde af en ondartet tyfus. De allierede blev stående ved Rhinen. Atter søgte Metternich at få tilvejebragt fred, dog på basis af, at Frankrig begrænsedes af Rhinen, Alperne og Pyrenæerne, men atter tøvede Napoleon med at gå ind derpå, til det var for sent. Kejserinden havde i september udskrevet 160.000 mand af 1815 og 120.000 mand af 1814. Napoleon udskrev 300.000 mand af 1814 og tidligere årgange. Derved fik man mandskab til overflod, men ikke soldater, og man manglede ikke bare udrustning: geværer og beklædningsgenstande, men også befalingsmænd.
Nu først, da nøden stod for døren, besluttede Napoleon at opgive Spanien for at få rådighed over de tropper, han havde der. En traktat blev sluttet med kong Ferdinand 7., men udførelsen trak i langdrag, så at Napoleon i løbet af krigen i alt kun fik en tilgang af 30.000 mand.
Udskrivningerne forårsagede uroligheder mange steder i Frankrig; Murat gik over til fjenden for at redde sit kongerige, og mange forlod Napoleon.

## 1814

### Overmagt mod Napoleon
Januar 1814 stod Bernadotte i Nederlandene med cirka 100.000 mand; han blev opholdt dels af de franske tropper, dels af fæstninger, der måtte belejres, hvorfor Napoleon kun havde at gøre med Schwarzenberg og Blücher. Schwarzenberg gik med 200.000 mand gennem Schweiz mod Langres, som han nåede 18. januar; Blücher nåede samtidig Nancy med 50.000 mand. Napoleon ankom den 26. til Châlons. Ved Vitry havde han 44.000 mand, 17.000 mand under Édouard Adolphe Casimir Joseph Mortier stod ved Troyes, og Macdonald var på vejen til Châlons med 9.000 mand, og nu begyndte "Miraklernes Felttog".
Schwarzenberg og Blücher var under fremrykning. Napoleon gik mod Blücher og tvang ham 29. januar ved Brienne til at trække sig syd på, hvor han forenede sig med Schwarzenberg. Forstærket angreb Blücher 1. februar Napoleon ved La Rothiére, slog ham og tvang ham til at gå til Troyes og forene sig med Mortier. Nu var Napoleon bøjet. Metternich havde faaet sat igennem, at en kongres skulle træde sammen i Châtillon for at forhandle om Freden. Gaulaincourt skulde forhandle på Napoleons vegne, og 5. februargav kejseren ham carte blanche til at slutte fred "for at frelse hovedstaden og undgå et slag, der var folkets sidste håb". Efter La Rothiére havde de forbundne delt sig, så at Schwarzenberg over Troyes skulle rykke frem i Seine-dalen, mens Blücher fulgte Marne-dalen, begge med Paris som mål.

### Franske sejre
Napoleon var gået tilbage til Nogent sur Seine. Her fik han melding om denne deling. Efterladende en mindre styrke kastede han sig mod Blücher med 30.000 mand og slog dennes enkelte korps i dagene fra 10. — 14. februar ved Champaubert, Montmirail, Chateau Thierry og Vauchamps, så at Blücher måtte samle resterne ved Châlons. Men Schwarzenberg var rykket frem og stod kun 2 dagsmarcher fra Paris. Napoleon vendte sig derfor mod ham og slag ham 17. februar ved Mormant og Guignes og 18. ved Montereau. Napoleon følte sig i dette øjeblik så sikker på udfaldet af felttoget, at han den 17. fratog Gaulaincourt den frihed, han havde givet ham til at slutte fred, Schwarzenberg var gået tilbage til Troyes og havde trukket Blücher, der i Châlons havde fået forstærkning, til sig ved Méry, men følte sig så usikker, at han sendte en parlamentær til Napoleon for at forhandle om en våbenstilstand. Men Napoleon stillede så urimelige fordringer, at den ikke kom i stand.
Schwarzenberg trak sig tilbage på Langres, forfulgt af Napoleon. Men Blücher ville ikke gå tilbage og rykkede på egen hånd frem for at nå Paris over Meaux. Så snart Napoleon fik underretning herom, lod han Macdonald forfølge Schwarzenberg med 38.000 mand, og selv vendte han sig mod Blücher med 25.000. Blücher blev standset ved Ourcq af 15.000 mand under Marmont og Mortier; Napoleon kom op og skulle netop gribe ind, så at Blüchers skæbne var blevet afgjort. Men kommandanten i Soissons kapitulerede; Blücher kunne derfor gå gennem denne fæstning, og derpå forenede han sig med to korps, der var rykkede frem fra Belgien, så at han rådede over 100.000 mand. Desuagtet rykkede Napoleon efter ham, slog 7. marts et af hans korps ved Craonne, og den 9. angreb han Blüchers samlede hær ved Laon. Kampen var uafgjort, fordi Blücher ligesom Schwarzenberg overvurderede Napoleons styrke. Kejserens højre fløj under Marmont havde ikke deltaget i slaget, fordi den kom for sent op, men natten til 10. marts blev den overfaldet og sprængt.
Desuagtet optog Napoleon kampen den 10. og trak sig derpå i god orden tilbage. Undervejs fik han underretning om, at et russisk korps under Guillaume Emmanuel Guignard, vicomte de St Priest stod i Reims. Han gik straks, imod det og sprængte det 13. marts. Schwarzenberg havde imidlertid gennem forstærkninger bragt sin hær op til 120.000 mand, og da han erfarede, at Napoleon havde vendt sig mod Blücher, vendte han om og tvang Macdonald til at gå bag Seinen.
Kongressen i Châtillon havde stillet i udsigt, at Napoleon kunne beholde Frankrig fra 1792, dvs.: Ludvig 15.'s Frankrig, men også ved denne lejlighed gjorde han vanskeligheder, og derfor gik kongressen fra hverandre 19. februar. Fra Reims gik Napoleon mod Aube for at operere i ryggen på Schwarzenberg, skønt hans styrke kun beløb sig til 17.000 mand, Den 20. gik han over ved Arcis-sur-Aube og kæmpede med et af Schwarzenberg’s korps, der den næste morgen var forsvundet. Napoleon troede, at Schwarzenberg trak sig tilbage, men en fremsendt rekognoscering viste, at Schwarzenberg stod i stilling med hele sin hær færdig til fremrykning. Under kamp måtte Napoleon derfor gå tilbage, og i forening med Macdonald, som han trak til sig, marcherede han på Vitry. Der ville han samle hele sin hær for, at forhindre, at Schwarzenberg og Blücher forenede sig og, gik mod Paris. Blücher var nemlig efter Schwarzenbergs ordre på marchen til Châlons. Da Vitry var besat af fjenden, måtte Napoleon gå til St. Dizier. Schwarzenberg var fulgt efter.

### Paris falder
Napoleon troede faren for Paris afvendt og besluttede nu at trække sig tilbage på fæstningerne i Lorraine, hvor han kunne blive forstærket i håb om, at de forbundne ville følge efter ham. Men, ganske mod sædvane, meddelte kejseren denne plan i et brev til kejserinden. Brevet blev opsnappet af kosakker, og det foranledigede, at de allierede besluttede at rykke lige på Paris og kun sende en lille styrke efter Napoleon. Marchen blev straks tiltrådt, modstanden, som Marmont og Mortier rejste, blev snart overvældet, og 29. marts stod de forbundne foran Paris. Den 30. kom det til slag, og ved middagstid sluttedes en våbenstilstand, der forpligtede de franske tropper til at rømme byen. Først 25. erfarede Napoleon, at han kun blev fulgt af en maske. Han vendte straks om for at gå i ryggen på de forbundne, men opgav planen for at nå Paris ved en march over Troyes. Et brev, han modtog undervejs fra kong Josef, skildrede faren for Paris som overhængende. Han satte sig i en vogn og jog af Sted, så at han 30. marts kl. 10 om aftenen nåede et posthus syd for Paris. Her fik han at vide, at hovedstadens skæbne var afgjort.
Han begav sig til Fontainebleau, og 3. april havde han fået samlet 45.000 mand, med hvilke han ville angribe Paris. Men marskallerne gjorde modstand og formåede ham til at skrive en betinget abdikation, som Ney, Macdonald og Caulaincourt skulde overbringe kejser Alexander i Paris. De ankom 4. april, kejser Alexander stillede sig ikke uvillig, og det syntes at skulle lykkes at få tilvejebragt en ordning, så at Napoleon abdicerede til fordel for sin søn, kongen af Rom. Men marskal Miarmont havde indladt sig i underhandlinger med fjenden, og den 5. tidlig om, morgenen forlod hans korps sin stilling, eskorteret af fjenden.

### Napoleon abdicerer
Da kejser Alexander fik efterretning herom, bristede forhandlingerne, og Napoleon, der mere og mere blev forladt af dem, der skyldte ham alt, blev nødt til at udstede en fuldstændig abdikation uden forbehold. Den blev modtaget 6. april, og 11. samme måned afsluttedes en traktat, der sikrede den kejserlige familie en passende fremtid og anviste Elba som opholdssted for kejseren. Ney, Macdonald, Oudinot, Victor og mange af generalerne sluttede sig straks til den ny konge, Ludvig 18., som senatet havde kaldt tilbage; det smertede kejseren, men det gik ham dog dybest til hjerte, da også Berthier forlod ham. Efterhånden blev der tomt i Fontainebleau. Men inden afrejsen samlede kejseren 20. april sin gamle garde; den fik hans sidste farvel. 28. april overførtes kejseren til Portoferraio, ledsaget af generalerne Bertrand, Drouot, Gambronne m.fl. samt 1000 mand elitetropper.
Wienerkongressen trådte sammen oktober 1814 for at tilvejebringe ligevægten i Europa, men havde vanskeligt ved at komme til forståelse. Bourbonerne, der var vendt tilbage til Frankrig, viste snart, at "de havde intet lært og intet glemt", og følgen var en almindelig misfornøjelse blandt befolkningen.
Fra Elba fulgte Napoleon begivenhederne i Wien og Frankrig, og da den franske regering ikke opfyldte de forpligtelser, den var gået ind på med hensyn til Napoleons og den kejserlige families underhold, betragtede Napoleon sig som løst fra traktaten af 11. april 1814 og besluttede at vende tilbage til Frankrig.

## 1815

### Napoleon vender tilbage
Den 26. februar 1815 forlod Napoleon øen Elba sammen med sine generaler og omtrent 1000 mænd. Da de britiske og franske patruljeskibe var fraværende, gik de om bord på briggen Inconstant og seks andre mindre fartøjer og sejlede mod den franske kyst. Den 1. marts 1815 landede de ved Golfe-Juan nær Cannes og begyndte samme nat marchen mod Paris. Efterretningen om Napoleons tilbagevenden nåede Paris den 6. marts. Kongen udstedte en proklamation, hvori han stemplede Napoleon som forræder og oprører og opfordrede alle til "at gå løs på ham", arrestere ham og stille ham for en krigsret. 7. marts stødte Napoleon på tropper, der var sendte imod ham. En af hans officerer gik frem og sagde dem, at det var kejseren, der kom. De svarede med at true ham på livet. Da gik Napoleon ene frem foran, sine soldater og sagde: "Soldater af 5. linjeregiment! Dersom der er en eneste iblandt eder, der vil dræbe sin Kejser, kan han gøre det. Hér er jeg!". Svaret var: "Kejseren leve!", og således gik det med alle de tropper, han mødte på sin vej.
På efterretning herom fandt Ludvig 18. det rigtigst 19. marts om aftenen at forlade Paris og bringe sin person i sikkerhed. 21. marts meddelte tidsskriftet Monitoren: "Hans Majestæt Kejseren er i Nat indtruffen i Tuilerierne". 26. erklærede Napoleon, at han havde opgivet tanken om det store rige, hvortil han under sin første regering havde lagt grunden, og at han kun ville beskæftige sig "med kejserdømmets lykke og ro". Samme dag indførte han fuldstændig pressefrihed. Senere gjorde han indrømmelse over for friheden og gav en tillægsakt til forfatningen (Additionalakten), der blev godkendt ved en folkeafstemning.

### Forberedelser til krig
Efter Napoleons tilbagevenden fra Elba i marts 1815 blev de europæiske magter på Wienerkongressen alarmerede over hans genoptagelse af magten. Den 13. marts erklærede kongressen Napoleon som "fredløs" og lovede at støtte den franske konge i hans kamp mod Napoleon. Den 25. marts indgik Storbritannien, Rusland, Østrig og Preussen en traktat, hvor de forpligtede sig til at mobilisere alle deres militære styrker, indtil Napoleon var besejret. Napoleon søgte da tilnærmelse til kejser Alexander dog uden succes. Dette medførte, at han begyndte at forberede sig på krig. Paris blev befæstet, og en hær blev oprettet for at beskytte østgrænsen. Napoleon planlagde personligt at lede en styrke på 125.000 mand ind i Belgien med det formål at besejre de allierede hære, der samlede sig der, inden russiske og østrigske styrker kunne.

### Slaget ved Waterloo
Wellington havde 95.000 mand englændere og hannoveranere, Blücher 124.000 mand preussere, men begge hære var skilte. Det ville Napoleon benytte sig af. 15. juni gik han over Sambre og vendte sig mod Blücher, som han slog den følgende dag ved Ligny. 17. blev marskal Emmanuel de Grouchy med 34.000 mand sendt efter Blücher for at forhindre denne i at forene sig med Wellington. Selv rykkede Napoleon med hovedstyrken samme dag mod Wellington og angreb ham 18. juni ved Waterloo. Trods Englændernes seje modstand var de dog på vej til at bukke under. Da kom Blücher til hjælp hen på eftermiddagen og angreb Napoleon i højre flanke. Opbydende hele sin energi søgte kejseren at standse preusserne, men kl. 8 om aftenen var slaget tabt, og hæren sprængt. Napoleon var blandt dem, der sidst forlod valpladsen. Ridende tværs over markerne nåede han 19. juni kl. 5 morgen Charleroi. Her satte han sig i en vogn med general Bertrand, og over Philippeville nåede han Laon. Her ville han søge at samle de spredte hobe og forene dem med Grouchy for at standse fjenden, men på generalernes råd begav han sig til Paris, hvor han ankom natten til 21. juni.

### Napoleon abdicerer igen
Endnu tænkte han kun på at fortsætte kampen, men 21. erklærede kammeret sig permanent og viste en sådan holdning, at kejseren 22. juni abdicerede til fordel for sin søn. Men intriganten Joseph Fouché fik sat igennem, at der blev dannet en provisorisk regering med ham i spidsen. 25. begav Napoleon sig til Malmaison, og derfra agtede han at begive sig til de Forenede Stater. Der blev i Rochefort udrustet 2 franske fregatter for at overføre kejseren, når de allierede havde udstedt et sikkerbedsbrev for ham. Da dette viste sig uopnåeligt, tvang regeringen ham til 29. juni at afrejse til Rochefort, hvor han ankom 3. juli. Engelske krigsskibe krydsede overalt i farvandet. Forsøg, der af kejsersindede blev gjorte på at få kejseren bragt i sikkerhed, mislykkedes, og han indledede derfor forhandlinger med Chefen for den engelske fregat "Bellerophon", kaptajn Frederick Lewis Maitland, der erklærede sig bemyndiget til at modtage ham, uden dog at turde indestå for, at der ville blive givet kejseren pas til at begive sig til Amerika.
Efter i et brev til prinsregenten at have udtalt, at han kom "som Themistokles for at sætte sig ved det britiske folks arne", begav Napoleon sig 15. om bord på "Bellerophon", der 17. sejlede til Torbay. På forslag af lord Robert Stewart Castlereagh blev det, trods whiggernes protest, bestemt, at Napoleon skulle som krigsfange føres til Sankt Helena. 8. august blev Napoleon ført om bord i "Northumberland". Generalerne Bertrand, Montholon og Gourgaud, grev las Cases og hans unge søn, samt fem tjenere, hvoriblandt Marchand, og en irsk læge O’Meara fik tilladelse til at følge ham. 17. oktober nåede skibet Jamestown på Sankt Helena, og her måtte kejseren blive, til der på Longwood Plateauet blev indrettet en bolig for ham. Fra første færd levede Napoleon i håbet om at genvinde sin frihed; men da Hudson Lowe blev ansat som hans fangevogter, opgav han hvert håb, og hans liv var fra det øjeblik ikke upåvirket af de småligheder, hvormed Hudson Lowe plagede ham. Bertrands og Montholons familier delte Fangenskabet.

## Napoleonskrigene og Frederik 6.
Da Napoleon i juni 1812 invaderede Rusland, blev Frederik 6., af en tidligere gesandt i Rusland tilrådet, at anvende denne lejlighed til at bryde med Napoleon, Denne havde på dette tidspunkt stærk brug for alle sine tropper i krigen mod Rusland, og tillige var gesandten af den opfattelse, at Napoleon ikke magtede at besejre Rusland.
Desværre fulgte kongen ikke det gode råd. Sidst på året 1812 anmodede den russiske zar, (Aleksandr d. 1), Frederik 6. om strategisk bistand og opfordrede ham til at alliere sig med England. Frederik 6. afviste dog med den begrundelse, at det ville koste Norge.
Gesandten Niels Rosenkrantz fik imidlertid ret. Russernes kampvilje og den barske vinter tvang Napoleon til et ydmygende tilbagetog, hvor han mistede mere end halvdelen af sin hær.
Igen d. 25. november 1812 foreslog Zar Alexander, at Frederik 6. tilsluttede sig koalitionen og overlod Norge til Sverige, mod til gengæld at få både Hamborg, Lübeck, Bremen og Nordsøkysten helt til Holland. Endda forsøgte Karl Johan som kompensation for Norge, at overlevere landområder og give økonomisk bistand, for endda til sidst at foreslå et tilbud om giftermål mellem egen søn og Frederik 6.'s datter Wilhelmine, med det formål at forene de to riger. Men alle tilbud blev rasende afvist af kongen.
1. januar 1813 tilbød Østrig at medvirke til en fredsslutning mellem England og Danmark. Frederik 6. indvilgede tøvende, men da England foreslog en deling Norge, så Sverige blev tildelt den nordlige halvdel, og Frederik 6. kunne beholde den sydlige del, afslog Frederik 6. en videre forhandling.
3. marts 1813 indgik Sverige og England en alliance, og forberedte et angreb på Danmark, der dog blev udsat.
6. juli 1813 bekræftede Frederik 6. endnu engang sit forbund med Napoleon og lovede denne en troppeenhed på 12.600 mand som støtte.
19. oktober 1813 besejredes Napoleon i slaget ved Leipzig og sendtes til Elba.
Den svenske kronprins Karl-Johan benyttede hurtigt lejligheden til at invadere Holsten, hvorved de danske tropper måtte retirere og søge tilflugt i Rendsborg.
Den 15. januar 1814 underskrev Danmark med Storbritannien og Sverige en traktat (Kielerfreden), hvorefter Frederik 6. afstod Norge til ”Den svenske Konge” – efter 434 år under den danske krone.
Som et sidste forsøg på at undgå tabet af Norge, havde Frederik 6. forinden sendt sin Kronprins Christian til Norge i et forsøg på at beholde norsk solidaritet. Dette fik yderligere konsekvenser for Frederik 6., da den svenske Kronprins nægtede at bøje sig for Kielerfreden. Nordmændene gjorde opstand mod svenskerne, ophøjede den danske statholder til deres Konge, og vedtog på Eidsvoll en ny forfatning. Den svenske kronprins nedkæmpede imidlertid opstanden, men Norge beholdt sin forfatning.
Striden mellem Carl Johan og Frederik fortsatte dog, idet Carl-Johan ansvarliggjorde Frederik 6. og kronprins Christian for den norske modstand. Carl-Johan ønskede en økonomisk kompensation og truede tillige Danmark med krig.
Alt dette nødvendiggjorde, at Frederik 6. personligt måtte tage til Wien og Wienerkongressen for her at tale sin sag.

### Generelt
- Herman Lindqvist, Napoleon, Gyldendal, 2006. ISBN 87-03-00847-9.
- Vincent Cronin, Napoleon Bonaparte : mennesket og hans bedrifter, Hovedland, 2007. ISBN 87-7739-892-0.
- Philip G. Dwyer & Alan Forrest (red.), Napoleon and his empire: Europe 1804-1814, Palgrave Macmillan, 2007. ISBN 0-230-00806-2
- Frederick C. Schneid, Napoleon's conquest of Europe : the war of the third coalition, Praeger, 2005. ISBN 0-275-98096-0.

### Danmark og Napoleon
- Eric Lerdrup Bourgois og Niels Høffding (red.), Danmark og Napoleon, Hovedland, 2007. ISBN 978-87-7070-061-0.
- Hans Christian Wolter, Helge Scheunchen m.fl., Den danske hær i Napoleonstiden 1801-1814, Tøjhusmuseet, 1992. ISBN 87-89022-10-6.
- Poul Ib Liebe, Napoleons danske hjælpetropper – "Auxiliærkorpset 1813", Forlaget Zac, 1968.